# Червоная Поляна (Николаевская область)
Червоная Поляна (укр. Червона Поляна) — село в Доманёвском районе Николаевской области Украины.
Основано в 1946 году. Население по переписи 2001 года составляло 4 человека. Почтовый индекс — 56470. Телефонный код — 5152. Занимает площадь 0,248 км².

## Местный совет
56470, Николаевская обл., Доманёвский р-н, с. Мостовое, ул. Степная, 11